# ХК Слован Братислава
Слован Братислава (слч. HC Slovan Bratislava) је словачки хокејашки клуб из Братиславе. Клуб се такмичи у Континенталној хокејашкој лиги. Клуб утакмице као домаћин игра у Самсунг арени капацитета 10.115 места.

## Историја
Клуб је основан 1921. под именом CSK Bratislava. Данашњи назив добио је 1939. године.
Слован је у сезони 1978/79. први и једини пут постао првак Чехословачке. Након осамостаљења Словачке хокејаши Слована су били седам пута прваци Словачке. Слован је 2004. године освојио Континентални куп.
Од сезоне 2012/13 се такмичи у Континенталној хокејашкој лиги. Већ у дебитантској сезони клуб се пласирао у плеј-оф где су поражени од каснијег шампиона Динама из Москве.

## Дворана
Самсунг арена или Клизалиште Ондреј Непел има капацитет 10.110 места. Дворана је отворена 14. децембра 1940. године и њен капацитет је био 8.350 места. Њена реконструкција је почела 2009. године и завршена је 2011, за потребе Светског првенства 2011. године.
Слован је 30. септембра 2008. године одиграо меч са НХЛ клубом Тампа беј лајтнингсима. Утакмица је завршена победом америчког клуба од 3:2.

## Трофеји
- Словачка екстра лига:
  - Првак (8) :1997/98, 1999/00, 2001/02, 2002/03, 2004/05, 2006/07, 2007/08, 2011/12.
- Хокејашка лига Чехословачке:
  - Првак (1) :1978/79.
- Континентални куп:
  - Првак (1) :2003/2004.